# 人民海軍は前進する
人民海軍向前進(簡体字：人民海军向前进　意：人民海軍は前進する)とは、中国人民解放軍海軍の軍歌。作詞は海政文工団（海軍政治部公演団）創作組、作曲は黄源洛。1950年代前半、海軍設立と同時期に作られた。